# Isabella Holmgren
Isabella Holmgren (* 22. Mai 2005 in Oro-Medonte) ist eine kanadische Radrennfahrerin.

## Sportlicher Werdegang
Holmgren begann im Alter von neun Jahren mit Radrennen und war im Nachwuchsbereich vor allem im Cyclocross und im Mountainbikesport aktiv. 2021 gewann sie im Jugend-Bereich mehrere Mountainbike-Rennen in Kanada und den USA; im November des Jahres holte sie bei den Panamerika-Meisterschaften im Cyclocross die Bronzemedaille bei den Juniorinnen. Daraufhin wurde sie in das Programm von Stimulus Orbea aufgenommen, eines kanadischen Teams zur Förderung junger Radsportler, das von ihren Eltern ins Leben gerufen wurde.
Ab Dezember 2021 fuhr sie erstmals Cyclocross-Rennen in Europa. In der Saison 2022/23, noch immer als Juniorin, wurde sie kanadische Meisterin und gewann bei den Weltmeisterschaften vor ihrer Zwillingsschwester Ava. Es waren die ersten kanadischen Medaillen überhaupt in der über 70-jährigen Geschichte der Weltmeisterschaften. Im August 2023 wurde Holmgren zudem Weltmeisterin im Cross-Country XCO bei den Mountainbike-Weltmeisterschaften 2023.
Kurz darauf wurde bekannt, dass Holmgren und ihre Schwester ab 2024 professionell bei Lidl-Trek fahren. Holmgren kündigte an, sich im neuen Team verstärkt dem Straßenradsport zu widmen. Im November 2023 wurde Holmgren, nunmehr in der Elite-Kategorie, Panamerika-Meisterin im Cyclocross. 2024 gewann sie mehrere Rennen der U23-Kategorie im Mountainbike-Weltcup und wurde zu Kanadas Vertreterin im olympischen Mountainbikerennen bestimmt, wo sie auf den 17. Rang kam. Bei den Mountainbike-Weltmeisterschaften 2024 gewann sie die U23-Titel im Cross-Country XCO und im Shorttrack.

## Familie
Isabella Holmgren ist die Zwillingsschwester der Radsportlerin Ava Holmgren, mit der sie gemeinsam in einem Team fährt. Ihr älterer Bruder Gunnar Holmgren war bis 2022 im Cyclocross aktiv, mehrfacher nationaler Meister in den Nachwuchskategorien und Teilnehmer an Weltcup und Weltmeisterschaften. 

## Erfolge

### Cyclocross
2021/2022
 Panamerika-Meisterschaften (Junioren)
2022/2023
 Weltmeisterin (Junioren)
 Kanadische Meisterin (Junioren)
 Panamerika-Meisterschaften (Junioren)
2023/2024
 Panamerika-Meisterin
 Kanadische Meisterin (U23)
2024/2025
 Kanadische Meisterin
 Panamerika-Meisterschaften

### Mountainbike
2023
 Weltmeisterin (Junioren) – Cross-Country XCO
2024
 Weltmeisterin (U23) – Cross-Country XCO, Shorttrack XCC
vier Weltcup-Erfolge (U23) – Cross-Country XCO
zwei Weltcup-Erfolge (U23) – Short Track XCC

### Straße
2024
Bergwertung Tour de l’Avenir Femmes
2025
Durango–Durango Emakumeen Saria